# Moritz Bauer
Pour les articles homonymes, voir Bauer.
Moritz Bauer, né le 25 janvier 1992 à Winterthour (Suisse), est un footballeur international autrichien qui évolue au poste de défenseur au Servette FC.

## Biographie

### Carrière en club
Le 9 janvier 2018, Bauer s'engage pour quatre ans et demi avec Stoke City. Six jours plus tard, il dispute sa première rencontre de Premier League en étant titularisé face à Manchester United (défaite 3-0).
Le 4 juillet 2018, Moritz prolonge son contrat avec Stoke City jusqu'en juin 2023. En août 2019, il est prêté pour une saison au Celtic Glasgow.

### Carrière internationale
Moritz Bauer honore sa première sélection avec l'équipe d'Autriche lors d'un match comptant pour les éliminatoires de la Coupe du monde 2018 contre la Géorgie le 5 septembre 2017 (1-1). Il joue lors de cette même année deux autres matchs entrant dans le cadre de ces mêmes éliminatoires.

## Palmarès

### En club
- Grasshopper Zurich
  - Vainqueur de la Coupe de Suisse en 2013.

- Celtic Glasgow
  - Championnat d'Écosse :
    - Champion : 2020

## Statistiques
| Saison                | Club                   | Championnat           | Championnat | Championnat | Coupe(s) nationale(s) | Coupe(s) nationale(s) | Compétition(s) continentale(s) | Compétition(s) continentale(s) | Compétition(s) continentale(s) | Autriche | Autriche | Total | Total |
| Saison                | Club                   | Division              | M.          | B.          | M.                    | B.                    | Comp.                          | M.                             | B.                             | M.       | B.       | M.    | B.    |
| 2010-2011             | Grasshopper Zurich U21 | 1re ligue             | 26          | 0           | -                     | -                     | -                              | -                              | -                              | -        | -        | 26    | 0     |
| 2011-2012             | Grasshopper Zurich     | Super League          | 16          | 0           | 1                     | 0                     | -                              | -                              | -                              | -        | -        | 17    | 0     |
| 2012-2013             | Grasshopper Zurich     | Super League          | 13          | 0           | 4                     | 0                     | -                              | -                              | -                              | -        | -        | 17    | 0     |
| 2013-2014             | Grasshopper Zurich     | Super League          | 15          | 0           | 3                     | 0                     | -                              | -                              | -                              | -        | -        | 18    | 0     |
| 2014-2015             | Grasshopper Zurich     | Super League          | 16          | 0           | 1                     | 0                     | C1                             | 1                              | 0                              | -        | -        | 18    | 0     |
| 2015-2016             | Grasshopper Zurich     | Super League          | 33          | 0           | 2                     | 0                     | -                              | -                              | -                              | -        | -        | 35    | 0     |
| Sous-total            | Sous-total             | Sous-total            | 119         | 0           | 11                    | 0                     | -                              | 1                              | 0                              | -        | -        | 131   | 0     |
| 2016-2017             | FK Rubin Kazan         | Premier-Liga          | 21          | 0           | 2                     | 0                     | -                              | -                              | -                              | -        | -        | 23    | 0     |
| 2017-2018             | FK Rubin Kazan         | Premier-Liga          | 16          | 0           | 2                     | 0                     | -                              | -                              | -                              | 4        | 0        | 22    | 0     |
| Sous-total            | Sous-total             | Sous-total            | 37          | 0           | 4                     | 0                     | -                              | -                              | -                              | 4        | 0        | 45    | 0     |
| 2017-2018             | Stoke City             | Premier League        | 15          | 0           | -                     | -                     | -                              | -                              | -                              | 2        | 0        | 17    | 0     |
| 2018-2019             | Stoke City             | Championship          | 8           | 0           | 3                     | 0                     | -                              | -                              | -                              | -        | -        | 11    | 0     |
| 2019-2020             | Celtic Glasgow (prêt)  | Scottish Premiership  | -           | -           | -                     | -                     | -                              | -                              | -                              | -        | -        | 0     | 0     |
| Sous-total            | Sous-total             | Sous-total            | 23          | 0           | 3                     | 0                     | -                              | -                              | -                              | 2        | 0        | 28    | 0     |
| Total sur la carrière | Total sur la carrière  | Total sur la carrière | 179         | 0           | 18                    | 0                     | -                              | 1                              | 0                              | 6        | 0        | 204   | 0     |